# Chang ed Eng Bunker
Chang ed Eng Bunker (Provincia di Samut Songkhram, 11 maggio 1811 – Mount Airy, 17 gennaio 1874) erano gemelli uniti all'altezza dello sterno da una striscia di cartilagine e avevano il fegato in comune: nacquero in Siam, l'attuale Thailandia, e da loro deriva il termine gemelli siamesi.
Nel 1829 incontrarono il mercante inglese Robert Hunter che li spinse ad esibirsi nei circhi in un tour mondiale: scaduto il contratto con Hunter, si trasferirono a Wilkesboro (Carolina del Nord). Qui presero la cittadinanza statunitense, scegliendo il cognome "Bunker", e sposarono nel 1843 due sorelle: Adelaide e Sarah Anne Yates.
Eng e Sarah Anne ebbero undici figli, Chang ed Adelaide ne ebbero dieci: le due famiglie vivevano in case separate, e i gemelli si alternavano trascorrendo tre giorni in ogni casa.

## Filmografia
- Dall'omonima opera di Darin Strauss (Rizzoli, 2000) sono stati acquisiti i diritti cinematografici dalla Disney. L'adattamento cinematografico sarà diretto da Julie Taymor e seguirà la storia della coppia dei gemelli dalla povertà alla ricchezza, dalla solitudine all'affetto da parte della Corte del re del Siam alla camera da letto della loro affollata casa nella Carolina del Nord. Il film sarà narrato dal gemello Eng negli ultimi momenti della sua vita, quando si risveglia e trova Chang morto accanto a sé, segnando la prima volta nella sua vita che si ritrova da solo.
- La loro storia è stata raccontata anche in una puntata del programma Ulisse, il piacere della scoperta, andata in onda sabato 7 marzo 2009.